# André Starck
Pour les articles homonymes, voir Starck.
André Starck, né le 24 août 1913 à Bagnolet et mort le 16 décembre 1979 à Brignoles, était un ingénieur aéronautique français. Il était spécialisé dans l'aviation légère, et surtout dessinait des modèles pour la construction amateur d'avions. La "Société des Avions Starck" avait son siège social 79, rue du Point-du-Jour à Boulogne-Billancourt (Hauts-de-Seine).

## Avions conçus par André Starck
Dans l'ordre des désignations, et non chronologique :
- Starck AS-07 (1974) : planeur
- Starck AS-10 : avion expérimental biplan à aile Nenadovitch.
- Starck AS-20 (1942) : avion expérimental biplan à aile Nenadovitch.
- Starck AS-27 Starcky (1975) : avion de course biplan à aile Nenadovitch.
- Starck AS-37 (1976) : avion de tourisme biplan à aile Nenadovitch.
- Starck AS-57/3 (1955) : avion de tourisme monoplan à aile basse.
- Starck AS-57/4 (1946) : avion de tourisme monoplan à aile basse.
- Starck AS-57/5 (1955) : avion de tourisme monoplan à aile basse.
- Starck AS-70 Jac (1945) : avion de sport monoplan à aile basse.
- Starck AS-71 (1945) : avion de sport monoplan à aile basse.
- Starck AS-80 Holiday (1947) : avion de tourisme.
- Starck AS-90 New Look (1950) : avion de sport monoplan à aile médiane.

## Famille
André Starck a eu 2 fils : 
- Gérard Starck, né en 1945 et décédé en 2003 dans un accident de moto, lors d'un tour du Monde.
- Philippe Starck, né en 1949.  Partageant la passion de son père pour l'aviation légère (il a été propriétaire d'un Pilatus PC-12), Philippe Starck a surtout hérité de son goût pour le dessin de formes élégantes, devenant un des plus grands designers français, voire mondiaux.